# 1589 Fanatica
1589 Fanatica је астероид главног астероидног појаса чија средња удаљеност од Сунца износи 2,416 астрономских јединица (АЈ).
Апсолутна магнитуда астероида је 12,0.